# اغتيال شينزو آبي
في 8 يوليو 2022، قُتل شينزو آبي، رئيس وزراء اليابان السابق، بالرصاص أثناء إلقاء خطاب حملته بالقرب من محطة ياماتو-سايداجي ‏ في مدينة نارا الواقعة في محافظة نارا، في حوالي الساعة 11:30 بتوقيت اليابان (التوقيت العالمي المنسق +9). أُصيب شينزو بجروح خطيرة، ولم تظهر عليه أي علامات حيوية وتوقف قلبه عن النبض. ذكرت وسائل الإعلام الحكومية اليابانية بعد حوالي 5 ساعات أنه توفي في المستشفى.
أثارت وفاة آبي إدانة دولية. ويُعد أول رئيس وزراء ياباني سابق يُغتال بعد الحرب العالمية الثانية، ومنذ سايتو ماكوتو وتاكاهاشي كوريكيو خلال حادثة 26 فبراير عام 1936. وسادس رئيس وزراء سابق يُغتال طوال تواجد إمبراطورية اليابان.

## المشتبه به
المشتبه به، تتسويا ياماجامي، يبلغ من العمر 41 عامًا، وهو جندي سابق خدم في قوة الدفاع الذاتي البحرية اليابانية من 2002 إلى 2005، أُلقي القبض عليه ونُقل إلى مخفر شرطة نارا الغربية. ووُصف بالهدوء ولم يحاول الفرار. لم يكن لدى ياماغامي أي تاريخ إجرامي سابق.

## ما بعد الحادثة
أُنشئ مركز إدارة الأزمات في ديوان رئاسة الوزراء. ألغى رئيس الوزراء فوميو كيشيدا، الذي كان في محافظة ياماغاتا من أجل الحملة الانتخابية، جدوله المتبقي من أجل العودة إلى طوكيو. كما استدعي جميع أعضاء الحكومة الحالية ‏ للعودة إلى طوكيو، باستثناء وزير الشؤون الخارجية ‏ يوشيماسا هاياشي الذي يتواجد في إندونيسيا لحضور قمة مجموعة العشرين المقبلة، وفقًا لما ذكره هيروكازو ماتسونو ‏ كبير أمناء مجلس الوزراء.